# Ля Тур, берегись!
«Ля Тур, берегись!» (фр. La Tour, prends garde!) — франко-итало-югославский приключенческий фильм, снятый режиссёром Жоржем Лампеном в 1958 году.

## Сюжет
Анри ля Тур — бродячий артист и отважный авантюрист. После совершения блестящего подвига он получает от короля
Людовика XV титул рыцаря, герцог Сен-Северский обижается на это и вызывает Анри на дуэль. Однако, пока они сражаются появляется группа австрийских солдат, и два соперника мгновенно объединяются и дают отпор врагам. Смертельно раненный Сен-Север просит Анри защитить его дочь Антуанетту Туанон, жизни которой угрожает опасность…

## В ролях
- Жан Маре — Анри ля Тур
- Элеонора Росси Драго — графиня Мальвина Амальфи
- Надя Тиллер — Мирабель
- Катия Каро — Антуанетта Туанон
- Лилиан Берт — герцогиня Шатору
- Жан Паредес — Николя Топен
- Рено Мари — Перуж
- Робер Дальбан — Барберин
- Кристиан Дювалье — Пасселасет
- Ив Массар — маркиз Франсуа де Марманд
- Жан-Пьер Лео — Пьеро
- Рауль Дельфос — Браваччо
- Поль-Эмиль Дейбер — герцог Филипп де Сен-Север
- Жан Лара — Людовик XV
- Соня Хлебш — Мария Терезия
- Роже Саже — маршал де Ноай
- Марсель Перес — Шамоно
- Жак Марен — Аристид
- Миливойе Попович-Мавид — офицер

## Съёмочная группа
- Режиссёр: Жорж Лампен.
- Сценаристы: Claude Accursi, Дени де ля Пателльер, Жорж Лампен.
- Продюсеры: Evard de Rouvre, Альбер Пасси, Сальваторе Персичетти.
- Композиторы: Морис Тирье, Жорж ван Парис.
- Оператор: Жан Бургуэн.
- Киномонтажеры: Моник Иснардон, Роберт Иснардон.
- Декораторы: Жак Коломбье, Жак Шальве, Джон Форестер.
- Гримеры: Ж.Шанто, Жан Лалорет.
- Звукорежиссёр: Северин Франклин.
- Художники: Властимир Гаврик, Миодраг Николич, Зоран Зорчич.
- Дизайнеры по костюмам: Кристиан Кост, Марсель Эскофье.
- Ассистент режиссёра: Пьер Лео.
- Менеджеры производства: Джин Кершнер, Michel Choquet.
- Прочие: Рико Лопес, Марсель Комбес, Жак Рипуру, Georges Miklachewsky, Поль Родье, Луи Стейн, Лили Харгус.

## Производство
Фильм производства кинокомпании Véga Films, при содействии:
- Société Générale de Gestion Cinématographique (SGGC)
- Udruženje filmskih umetnika Srbije[англ.] (UFUS)
- Fono Roma

Съемки фильма проводились вблизи Загреба (бывшая Югославия).

## Дистрибьютеры
- La Société des Films Sirius[англ.] (1958 Франция, кинотеатр)
- Pallas Filmverleih (1958, ФРГ, кинотеатр)
- United Motion Pictures Organization (UMPO) (1964, США, кинотеатр)
- Dansk-Svensk Film (все медиа ресурсы)
- Studio Hamburg Enterprises[англ.] (2020, Германия, DVD)